# Monaco 110
Monaco 110 (bis 2015 Heiter bis tödlich: Monaco 110) ist eine deutschsprachige Vorabend-Krimiserie, die zwischen März 2014 und November 2015 im Ersten und BR Fernsehen ausgestrahlt wurde.

## Inhalt
Für Polizeihauptmeisterin Inge Aschenbrenner sind Mops „Buzzi“ und Sohn Thomas, liebevoll „Bubi“ genannt, das Wichtigste im Leben. Als Letzterer sich als der neue Dienststellenleiter auf der Polizeiwache im Münchner Stadtteil Haidhausen vorstellt, sind Mutter-Sohn-Konflikte vorprogrammiert. Daneben haben die Polizisten den normalen Alltag mit Einbruch, Diebstahl und Körperverletzungen zu bewältigen. Zudem setzt Inge alles daran, dass Thomas die Bistro-Besitzerin Gianna endlich heiratet.

## Hintergrund
Monaco 110 wurde im Rahmen der Heiter-bis-tödlich-Reihe produziert und ist die dritte in Bayern produzierte Serie, die mittwochs ausgestrahlt wurde. Die Drehbücher für die aus acht Episoden bestehende erste Staffel schrieb Thomas Kronthaler.
Im April 2015 wurde bekannt, dass der Bayerische Rundfunk die Serie weiterführt und eine zweite Staffel mit sechs neuen Folgen produziert, die vom 9. Oktober bis 20. November 2015 ausgestrahlt wurden. Anschließend wurde die Serie eingestellt. Die letzte Folge hat kein Happy End und endet mit einem Cliffhanger.
Der Name der Serie spielt nicht auf den Stadtstaat Monaco an, sondern ist sowohl der lateinische und italienische Name für München.

## Episodenliste

### Staffel 1
| Nr. (ges.) | Nr. (St.) | Originaltitel | Erstausstrahlung D |
| ---------- | --------- | ------------- | ------------------ |
| 1          | 1         | Einstand      | 26. März 2014      |
| 2          | 2         | Allianzen     | 2. Apr. 2014       |
| 3          | 3         | Obdachlos     | 9. Apr. 2014       |
| 4          | 4         | Hotel Bubi    | 16. Apr. 2014      |
| 5          | 5         | Eifersucht    | 23. Apr. 2014      |
| 6          | 6         | Observation   | 30. Apr. 2014      |
| 7          | 7         | Frauenpower   | 7. Mai 2014        |
| 8          | 8         | Zuhause       | 14. Mai 2014       |

### Staffel 2
| Nr. (ges.) | Nr. (St.) | Originaltitel             | Erstausstrahlung D |
| ---------- | --------- | ------------------------- | ------------------ |
| 9          | 1         | Liebe, Lüge, Leidenschaft | 9. Okt. 2015       |
| 10         | 2         | Aprikot, nicht orange!    | 16. Okt. 2015      |
| 11         | 3         | Die Wildsau               | 23. Okt. 2015      |
| 12         | 4         | Madonna di Napoli         | 30. Okt. 2015      |
| 13         | 5         | Der Junggesellenabschied  | 6. Nov. 2015       |
| 14         | 6         | Viva Las Vegas            | 20. Nov. 2015      |

## Trivia
In der Serie hört man, wie sich die Beamten am Telefon mit „Polizeiinspektion 31“ melden. Diese liegt aber in der Gemeinde Unterhaching im Landkreis München.